# Citymanagement
Citymanagement ist ein integrativer, umsetzungsorientierter Kommunikationsprozess des Citymarketings zur Stärkung der Innenstadt. Die Umsetzung erfolgt auf der Basis eines Konzepts, das die üblichen Elemente eines Marketings, allerdings mit inhaltlichem Bezug zur Innenstadt, enthält.
Das Citymanagement ist gegenüber dem Stadtmarketing abzugrenzen, da sich dieses meist auf die gesamte Stadt bezieht. Es deckt also einen Teilbereich ab. Da die Innenstadt auch häufig das Zentrum des Einzelhandels ist, wird ein Citymanagement häufig von privater Seite initiiert und finanziert. Im englischsprachigen Raum werden unter dem Begriff Citymarketing alle Aktivitäten des (deutschen) Stadtmarketings gesehen, weshalb Citymarketing fälschlicherweise bis in die 1990er Jahre oft mit Stadtmarketing gleichgesetzt wurde.

## Inhaltliche Dimensionen
Das Citymanagement ist integrativ, da es in die bestehenden Konzepte der Stadt oder Privater integriert wird und niemals als Einzelprojekt zu sehen ist.
Es ist umsetzungsorientiert, da mit ihm konkrete Maßnahmen verbunden sind, die die City stärken sollen. Dieses Spektrum reicht von Werbemaßnahmen bis hin zu gestalterischen Maßnahmen.
Es ist ein Kommunikationsprozess, da auf der einen Seite die Kommunikation der Einzelhändler mit der Stadtverwaltung, aber auch der Einzelhändler untereinander funktionieren muss. Obwohl das gemeinsame Interesse an der Stärkung der City im Mittelpunkt steht, können verschiedene Vorstellungen zur Umsetzung dieses Ziels oder persönliche Eitelkeiten Hindernisse darstellen. Hier liegt die besondere Herausforderung, durch eine gezielte Kommunikation diese Probleme zu lösen.

## Ziele
Ziele des Citymanagements sind:
- Eine Attraktivitätssteigerung sowie Belebung der Innenstadt.
- Eine Förderung der Kommunikation und Kooperation. Dazu gehören auch die Abstimmung und Bündelung der Aktivitäten.
- Die Profilierung von Image und Identität (der Innenstadt an sich sowie der Innenstadt als prägender Teil der gesamten Stadt).
- Die Steigerung der Zufriedenheit der innerstädtischen Kunden.

## Prozess
Der Prozess besteht grundsätzlich aus einer Aufbau- und einer Umsetzungsphase.
- Die Aufbauphase umfasst im Wesentlichen die Vorbereitung des Konzeptes, das Bilden von Lenkungsgruppen (Organisation), die Sicherung der Finanzierung, die Erarbeitung des Leitbildes etc.
- Die Umsetzungsphase beinhaltet die Umsetzung der Projekte, die konkreten Maßnahmen sowie die Sicherung der in der Aufbauphase etablierten Organisationsstruktur und die dauerhafte Fortführung des Managements.